# 人狼BBS
人狼BBS（じんろうビービーエス）とは、（ノンプレイヤーキャラクターのゲルト1人を含めた）10〜16人の参加者で行うBBS形式の人狼ゲームである。限られた情報の中で自陣営の勝利を目指すオンラインゲームであり、ninjinが制作および管理をしている。他の人狼クローンと区別する場合には、「BBS」または制作者の名前から「ninjin国」と呼ばれることもある。
2020年1月末をもって新規の入村募集を停止し、運用を終了した。（過去ログの閲覧は可能。）

## 概要
ある村に人喰いの人狼がやってきたところから物語が始まる。人狼は夜ごとに人間を一人襲撃して喰い殺すが、普段は人間になりすましていて正体がわからない。そこで村の住人たちは皆で話しあって、人狼と思われる者を毎日1人ずつ処刑するという方法で人狼を退治することにした。
この設定のもとで、参加者は用意された登場人物のひとりに扮し（参加者のユーザーIDも決着が着くまで公開されない）、BBS形式で他の者と会話をしながら勝利を目指す。そのために村人側は誰が人狼なのかを推理し、人狼側はどう村人側を欺くか考えることとなる。また、人狼（とC国狂人）は秘密の会話（「人狼のささやき」と呼ばれる）を行い、相談することができる。
また、人狼と村人以外にも後述するように特殊な能力を持つ役職も存在する。ただし、自分以外は誰がどの役職なのかも不明であるため、特殊能力を持たない村人にとっては、BBS形式の会話で得られる情報だけが唯一の手がかりとなる。
このような限られた情報の中で、村人側はいかに人狼の正体を推理するか、人狼側はいかに人狼を隠して生き残らせるか、その駆け引きを楽しむゲームである。

## ゲームの進行
ゲームの最低開始人数は10人（ゲルト含む）であり、開始時間までに10人に満たなければ開始は一日延長する。ゲームが開始するまでの時間帯はプロローグとされ、主に決定時間をいつにするかなどの事項が話し合われる。なお、プロローグからエピローグに入る前までの期間は、ゲーム内の一日毎の発言数制限が設定されている。
ゲーム開始以降は一日単位で進行し、毎日決められた更新時間になるとゲーム内の日付が進む。2回目の更新からは更新時に全員が投票を行い、最多票を集めた誰か1人が処刑される。また、人狼は選択した人間1人を襲撃して殺害する。村人側、人狼側どちらかが勝利条件を満たすまでこれを繰り返す。登場人物が死亡する条件は、投票によって処刑されること、人狼に襲撃されること、突然死（ゲーム内の一日中、何も喋らないとゲーム放棄と看做されゲーム参加メンバーから除去される）である。
カード方式やチャット方式の人狼ゲームと異なり夜フェイズが存在せず、処刑や人狼の襲撃・能力者の能力行使は日付更新時の一瞬で行われる。このため村の作戦によっては、狼がその日の処刑者を襲撃してしまったり、処刑者に対して占いを行使してしまう事故が起こりうる。
勝利条件は、村人側は全ての人狼を退治すること、人狼側は“村人側に狂人を加えた人数”を“生き残っている人狼の数”と同数以下にまで減らすことである。どちらかが勝利条件を満たすとエピローグになり、参加者のユーザーIDと役職、人狼のささやきや死者のうめき（後述参照）の内容が全て公開される。エピローグでは死亡した者も含めて全員が無制限に書き込みすることができ、ゲームの感想や交流などを語り合うことが多い。エピローグは決着から24時間経過すると終了する。

## 役職
以降、「毎夜」は更新時のことを指すものとする。

### 村人側
村人
何の特殊能力も持たない人間。
占い師
『汝は人狼なりや?』での予言者に相当する。毎夜、指定した誰か1人を占い、その人が人狼か人狼でないかを判定することができる。村に1人登場。
霊能者
『汝は人狼なりや?』での霊媒師に相当する。処刑された者や突然死した者が、人狼か人狼でないかを判定することができる。人狼に襲撃された者は、人狼でないことが確定しているため判定しない。村に1人登場。
狩人
『汝は人狼なりや?』でのボディガードに相当する。毎夜、指定した誰か1人を守ることができる。人狼がその人を襲撃した場合、襲撃は失敗したことになる。ただし自分自身を守ることはできない。村に1人登場。
共有者
『汝は人狼なりや?』でのフリーメイソンに相当する。2名1組の能力者で、お互いに誰が共有者なのかを知っている。このことは人狼を特定する上で大きな手掛かりとなる。

### 人狼側
人狼
毎夜、指定した誰か1人を襲撃することができる。その対象が狩人に守られていた場合は失敗する。意図的に襲撃しないことも可能。村に2人～3人登場。
狂人
人間でありながら人狼に味方する者。特殊な能力は一切持たないが、人狼側の勝利が自身の勝利でもあるので、能力者を騙ったりして人狼側に優位になるよう働くことになる。囁きに参加できないので、人狼が誰か見極める力も必要となる。人数の判定では人間としてカウントされる。

### 死亡者
死者
処刑されたり襲撃されたりした者がなる。死者同士の会話は死者のうめきと呼ばれ、生きている者には見ることができない。また、人狼やC国狂人も死者になると囁きを見ることはできなくなる。なお、突然死した者は死者にはなれない。

## 登場人物
人狼BBSでは予め設定された16人の人物のうち、誰を担当するかを選ぶこととなる。なお、ゲルトだけは最初に襲撃される役なので選択することができない。ごくまれに、管理人であるninjin氏がシステム的なアナウンスを行う際、ゲルトを通じて発言することがある。（参考：人狼BBS まとめサイト - master）
- 楽天家 ゲルト
- 村長 ヴァルター
- 老人 モーリッツ
- 神父 ジムゾン
- 木こり トーマス
- 旅人 ニコラス
- ならず者 ディーター
- 少年 ペーター
- 少女 リーザ
- 行商人 アルビン
- 羊飼い カタリナ
- パン屋 オットー
- 青年 ヨアヒム
- 村娘 パメラ
- 農夫 ヤコブ
- 宿屋の女主人 レジーナ

### 追加・復活人物
2007年5月29日の未明に以下の4人の人物が追加・復活された。村に参加できる上限は16人のままである。
- シスター フリーデル
- 仕立て屋 エルナ
- 司書 クララ
- 負傷兵 シモン

## 参加方法
参加するためにはログインする必要がある。IDとパスワードを入力することでログインできる。ログインした後は参加者募集中の村に入り、演じたい人物と希望役職を選択する。人物は先着順なのでまだ残っている人物の中で選びたい人物を選べばそれで決定するが、役職は希望を出すだけなので、必ずしもその役職に就けるとは限らない。
新規にアカウントを取得する場合も、IDとパスワードに設定したい文字列を入力すれば、すでにそのIDが取得済みでない限りアカウント取得できたが、2007年5月28日夜よりフリーアドレス以外のメールアドレスを入力してIDを登録しなければならなくなった。なお、アカウントは国ごとに取得する必要があり、初参加時は必ず村人希望となる。
参加する際にはルールを把握していなければならないとされている。

## サーバー
人狼BBSは複数のサーバー（「国」と呼ばれる）で稼働しており、サーバーごとにルールの細部が異なる。
2010年4月現在はG国が稼働中。詳細は外部リンクの人狼BBSまとめサイトを参照のこと。

### G国について
2010年4月より稼動されたG国はそれ以前の国と編成が変更されている他、稼働後にも構成等の変更が行われている。主な変更点は以下のとおり。（参考：これまでの国とＧ国の違い）
- 村の最低人数が10人になった。10人の村には狩人と狂人が登場しない。
- 共有者が廃止された。
- 人狼が13人の村から3人登場するようになった。
- 処刑の投票が無記名になった（管理人のninjinによると「うっかり」であるとのこと[1]）。

### E国について
現在E国は廃止されている。参加人数は 11 - 17人（ゲルト含む）。「シスター フリーデル」というキャラクターが追加されていた他、ハムスター人間という役職が追加されていた。
ハムスター人間
E国にのみ登場する能力者。人狼側でも村人側でもなく、自身が生存しているときにどちらかが勝利条件を満たすとその勝利を奪ってハムスター人間の勝利、その他は全て敗北となる。襲撃では死なず、処刑されるか占われると死ぬ。占われて死亡した場合は人間の襲撃死と同じ外観となる。（ゲルト含む）17人の村に1人登場。

### C国について
現在C国は廃止されている。狂人の役職が以下のように変更されていた。
C国狂人
C国の狂人は他国の狂人とは二点異なる。ひとつは人狼のささやきに参加できることである。ふたつめは、勝敗判定では人間にも人狼にもカウントされないことである。
なお、役職名は単に「狂人」となっているが、人狼BBS以外の人狼クローンでこの狂人を採用するときは区別のために「C国狂人」とするのが一般的であるため、ここにもそのように記す。